# Nodo (fisica)

Un'onda stazionaria. I punti rossi rappresentano i nodi dell'onda.

Un nodo è un punto lungo un'onda stazionaria in cui l'onda ha la minima ampiezza.  Per esempio, in una corda di chitarra vibrante, le estremità della corda sono nodi. Modificando la posizione del nodo finale mediante i tasti, il chitarrista cambia la lunghezza effettiva della corda vibrante e, di conseguenza, la nota suonata. L'opposto di un nodo è un anti-nodo, un punto in cui l'ampiezza dell'onda stazionaria ha un massimo. Tipicamente, questi punti si trovano a metà strada tra i nodi.

## Spiegazione

Modello di interferenza di due onde (dall'alto verso il basso). Il punto rappresenta il nodo.

Le onde stazionarie si ottengono quando due treni di onde sinusoidali della stessa frequenza si muovono in direzioni opposte nello stesso spazio e interferiscono l'uno con l'altro. Si verificano quando le onde vengono riflesse in corrispondenza di un contorno, come le onde sonore riflesse da un muro o le onde elettromagnetiche riflesse dall'estremità di una linea di trasmissione e, in particolare, quando le onde sono confinate in un risuonatore in risonanza, rimbalzando avanti e indietro tra due delimitazioni, come nella canna di un organo o in una corda di chitarra.
In un'onda stazionaria i nodi sono una successione di posizioni ad intervalli regolari in cui l'ampiezza dell'onda (in movimento) è zero (vedere animazione sopra). In questi punti le due onde si sommano con fase opposta e si annullano a vicenda. Si verificano ad intervalli di mezza lunghezza d'onda (λ/2).  A metà strada tra ogni coppia di nodi ci sono posizioni in cui l'ampiezza è massima. Queste sono dette antinodi. In questi punti le due onde si sommano con la stessa fase e si rafforzano a vicenda.
Nei casi in cui i due treni d'onda opposti non hanno la stessa ampiezza, non si annullano perfettamente, quindi l'ampiezza dell'onda stazionaria ai nodi non è zero ma semplicemente un minimo. Ciò si verifica quando la riflessione presso il contorno è imperfetta. Ciò è indicato da un rapporto di onda stazionaria (ROS), il rapporto tra l'ampiezza dell'onda all'antinodo e l'ampiezza al nodo, finito.
In caso di risonanza di una superficie bidimensionale o di una membrana, come un tamburo o una lamina metallica vibrante, i nodi diventano linee nodali, linee sulla superficie dove la superficie non si muove, dividendo la superficie in regioni vibranti separate con fase opposta. Queste possono essere rese visibili spruzzando sabbia sulla superficie e gli intricati schemi di linee che si ottengono sono detti figure di Chladni.
Nelle linee di trasmissione un nodo di tensione è un antinodo di corrente e un antinodo di tensione è un nodo di corrente.
I nodi sono i punti di spostamento zero, non i punti in cui si intersecano due onde interagenti.

## Condizioni al contorno
I punti in cui si manifestano i nodi, in relazione con il contorno che riflette le onde, dipendono dalle condizioni alle estremità o condizioni al contorno. Sebbene ci siano molti tipi di condizioni al contorno, alle estremità dei risuonatori solitamente si ha uno dei due tipi che causano la riflessione totale:
- Estremità fissata: Esempi di questo tipo di condizioni al contorno

sono il punto di attacco di una corda di chitarra, l'estremità chiusa di un tubo aperto come la canna di un organo o il tubo che funge da corpo di uno degli strumenti musicali detti legni, il bordo di un tamburo, una linea di trasmissione con l'estremità finale cortocircuitata (considerando le onde di tensione, non le onde di corrente), o gli specchi alle estremità di un cavità laser. In questo tipo, al contorno l'ampiezza dell'onda viene forzata a zero, quindi c'è un nodo al contorno e gli altri nodi si trovano a multipli di mezza lunghezza d'onda da esso:
{\displaystyle 0,\ \lambda /2,\ \lambda ,\ 3\lambda /2,\cdots ,n\lambda /2}
- Estremità libera: Esempi di questo tipo sono una canna d'organo oppure il tubo che funge da corpo di uno degli strumenti musicali detti legni con l'estremità aperta, le estremità dei tubi aperti che fungono da cassa di risonanza per le barre vibranti in uno xilofono, in un glockenspiel o in un diapason, le estremità di un'antenna, o una linea di trasmissione con l'estremità finale aperta (considerando le onde di tensione, non le onde di corrente). Con questo tipo la derivata (pendenza) dell'ampiezza dell'onda (per le onde sonore la pressione, per le onde elettromagnetiche la corrente) deve essere zero al contorno. Quindi c'è un massimo di ampiezza (antinodo) al contorno, il primo nodo si trova a un quarto di lunghezza d'onda dall'estremità e gli altri nodi sono a intervalli di mezza lunghezza d'onda da esso:

{\displaystyle \lambda /4,\ 3\lambda /4,\ 5\lambda /4,\ 7\lambda /4,\cdots ,(2n+1)\lambda /4}

## Esempi

### Suono
Un'onda sonora è costituita da cicli alternati di compressione ed espansione del mezzo in cui si propaga l'onda. Durante la compressione, le molecole del mezzo vengono avvicinate, con conseguente aumento di pressione e densità. Durante l'espansione, le molecole vengono allontanate, con conseguente diminuzione di pressione e densità.
Il numero di nodi in una specificata lunghezza è direttamente proporzionale alla frequenza dell'onda.
Occasionalmente, su una chitarra, un violino o un altro strumento a corda, i nodi vengono usati per generare armoniche. Quando il dito è posizionato sopra la corda in un certo punto, ma preme sulla corda in una posizione che non è fino in fondo alla tastiera (riducendo in tal modo la lunghezza efficace della corda, che non arriverà fino alla fine della tastiera), viene realizzato un terzo nodo (in aggiunta al ponte e al capotasto) e viene prodotto un suono corrispondente a una frequenza maggiore, come in particolare un'armonica. In realtà, mentre in fisica si parla di armoniche, in campo musicale spesso si parla di armonici. Durante l'esecuzione normale quando si usano i tasti, le armoniche sono sempre presenti, anche se sono più silenziose. Con il metodo del nodo artificiale, gli ipertoni sono più forti mentre il tono fondamentale è più silenzioso. Se il dito è posizionato nel punto medio della corda, si sente il primo ipertono, che è un'ottava sopra la nota fondamentale che verrebbe suonata se non fosse stato suonato l'armonico. Quando due nodi addizionali dividono la corda in tre parti, questo genera un'ottava e una quinta giusta (dodicesima). Quando tre nodi addizionali dividono la corda in quattro parti, ciò genera una doppia ottava. Quando quattro nodi addizionali dividono la corda in cinque parti, ciò genera una doppia ottava e una terza maggiore (diciassettesima). L'ottava, la terza maggiore e la quinta giusta sono le tre note presenti in un accordo maggiore.
Il suono caratteristico che consente all'ascoltatore di identificare un particolare strumento è in gran parte dovuto alla grandezza relativa delle armoniche generate dallo strumento.

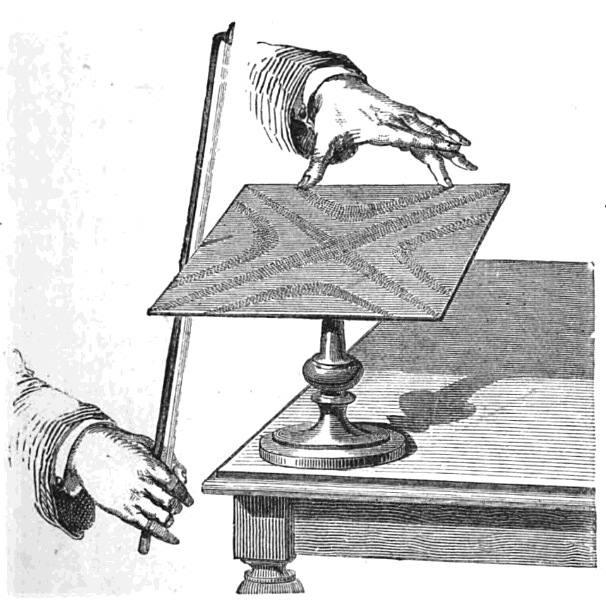
La sabbia evidenzia i nodi su una lastra di Chladni.

### Onde in due o tre dimensioni

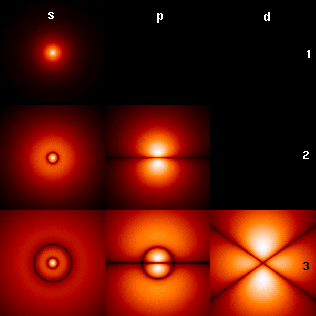
Nodi radiali e angolari con le funzioni d'onda dell'idrogeno.

Con le onde stazionarie bidimensionali, i nodi sono curve (spesso linee rette o cerchi se visualizzati su geometrie semplici.) Per esempio, la sabbia si raccoglie lungo i nodi di una piastra di Chladni vibrate indicando le regioni in cui la piastra non si muove.
In chimica, le onde quantomeccaniche, o "orbitali", vengono utilizzati per descrivere le proprietà ondulatorie degli elettroni. Molte di queste onde quantistiche hanno anche nodi e antinodi. Il numero e la posizione di questi nodi e antinodi danno origine a molte delle proprietà di un atomo o di un legame covalente. Gli orbitali atomici vengono classificati a seconda del numero di nodi radiali e angolari. Un nodo radiale per l'atomo di idrogeno è una sfera che si trova dove la funzione d'onda per un orbitale atomico è uguale a zero, mentre il nodo angolare è una superficie piana.
Gli orbitali molecolari vengono classificati a seconda del carattere del legame. Gli orbitali molecolari con un antinodo tra i nuclei sono molto stabili e sono noti come "orbitali di legame", che rafforzano il legame. Invece, gli orbitali molecolari con un nodo tra i nuclei non saranno stabili a causa della repulsione elettrostatica e sono noti "orbitali di anti-legame", che indeboliscono il legame. Un altro concetto di meccanica quantistica è quello di buca di potenziale dove il numero di nodi della funzione d'onda può aiutare a determinare lo stato energetico quantistico: zero nodi corrisponde allo stato fondamentale, un nodo corrisponde al primo stato eccitato, ecc.. In generale, Se si ordinano gli autostati in ordine di energia crescente, {\displaystyle \epsilon _{1},\epsilon _{2},\epsilon _{3},...}, anche le autofunzioni corrispondenti sono in ordine crescente per numero di nodi; l'n-esima autofunzione ha n−1 nodi, tra ognuno dei quali le autofunzioni successive hanno almeno un nodo.